# Mistrzostwa Świata w Narciarstwie Alpejskim 1939 – zjazd kobiet
Zjazd kobiet na 9. Mistrzostwach Świata w Narciarstwie Alpejskim został rozegrany 14 lutego 1939 roku, na Kasprowym Wierchu. Tytułu sprzed roku nie obroniła reprezentująca III Rzeszę Lisa Resch, która tym razem zajęła drugie miejsce. Nową mistrzynią świata została jej rodaczka - Christl Cranz, a brązowy medal zdobyła kolejna reprezentantka III Rzeszy, Helga Gödl.
W zawodach wystartowało 25 zawodniczek, z których 24 ukończyły rywalizację.

## Wyniki
| Pozycja | Zawodniczka                | Państwo         | Czas    | Strata   |
| ------- | -------------------------- | --------------- | ------- | -------- |
| 01 !    | Christl Cranz              | III Rzesza      | 3:25,44 | -        |
| 02 !    | Lisa Resch                 | III Rzesza      | 3:39,15 | +13,71   |
| 03 !    | Helga Gödl                 | III Rzesza      | 3:40,71 | +15,27   |
| 4       | Françoise Mattussiere      | Francja         | 3:42,93 | +17,49   |
| 5       | Gritli Schaad              | Szwajcaria      | 3:46,29 | +20,85   |
| 6       | Nicole Villan              | Francja         | 3:48,62 | +23,18   |
| 7       | Isobel Roe                 | Wielka Brytania | 3:50,73 | +25,29   |
| 8       | Cécile Agnel               | Francja         | 3:51,15 | +25,71   |
| 9       | Nini von Arx-Zogg          | Szwajcaria      | 3:53,39 | +27,95   |
| 10      | Laila Schou Nilsen         | Norwegia        | 3:55,91 | +30,47   |
| 11      | Helen Palmer-Tomkinson     | Wielka Brytania | 3:56,65 | +31,21   |
| 12      | Phillipa Harrison          | Wielka Brytania | 4:00,54 | +35,10   |
| 13      | May Nilsson                | Szwecja         | 4:03,29 | +37,85   |
| 14      | Christiane de la Fressange | Francja         | 4:04,56 | +39,12   |
| 15      | Elisabeth Hoferer          | III Rzesza      | 4:06,61 | +41,17   |
| 16      | Helen Blane                | Wielka Brytania | 4:07,49 | +42,05   |
| 17      | Elvira Osirnig             | Szwajcaria      | 4:09,70 | +44,26   |
| 18      | Elisabeth Spockeli         | Norwegia        | 4:19,38 | +53,94   |
| 19      | Zofia Stopkówna            | Polska          | 4:25,25 | +59,81   |
| 20      | Anikó Előd                 | Węgry           | 4:30,18 | +1:04,74 |
| 21      | Maria Marusarzówna         | Polska          | 4:33,28 | +1:07,84 |
| 22      | Marion Miller              | Kanada          | 4:35,46 | +1:10,02 |
| 23      | Jadwiga Bornet             | Polska          | 4:39,94 | +1:14,50 |
| 24      | Helena Bäcker              | Polska          | 5:24,19 | +1:58,75 |
| —       | Erna Steuri                | Szwajcaria      | DNF     | —        |